# Cookie Monster
COOKIE MONSTER (печеньковое чудовище) — программа, которая была написана Крисом Таваресом (Chris Tavares) в 1969 году для нескольких компьютерных операционных систем. Сначала программа была создана Крисом для пользователей компьютеров в Университете Брауна, чтобы раздражать своих сокурсников, вручную отправляя сообщения, блокирующие компьютерные процессы и выводя на терминал просьбу: «дай мне печенья». Программа блокировала терминал до тех пор, пока оператор не вводил слово «печенье».
Cookie monster ошибочно называют вирусом из-за особенности его реализации, но он не самовоспроизводится и не распространяется, и поэтому считается протовирусом или просто вредоносным ПО. Multics позволяет установить таймер и завершить программу, а когда таймер срабатывает, программа запускается вновь, как будто бы вызов произошёл с терминала. Таким образом оператор мог подумать, что программа, исполнение которой было прервано, «заражена».
COOKIE MONSTER написан на языке PL/I.
Программа вдохновила создателей фильма «Хакеры» показать вымышленный «вирус Cookie Monster», который «съел» системные данные суперкомпьютера Gibson. Он был остановлен (предположительно только временно), когда системный администратор набрал «cookie».